# Rally RACE de España de 1970
El Rally RACE de España de 1970, oficialmente 18.º RACE Rally de España, fue la decimoctava edición, la vigésima ronda de la temporada 1970 del Campeonato de Europa y la décima de la temporada 1970 del Campeonato de España de Rally. Fue también puntuable para la Copa Nacional Renault. Se celebró del 22 al 25 de octubre.

## Clasificación final
| Pos. | Piloto                           | Copiloto          | Automóvil                  | Tiempo  | Diferencia |
| ---- | -------------------------------- | ----------------- | -------------------------- | ------- | ---------- |
| 1.   | Jean-Pierre Nicolas              | David Stone       | Alpine-Renault A110 1600   | 2:44:52 | 0.0        |
| 2.   | Alberto Ruiz-Giménez             | Rafael Castañeda  | Porsche 911 S              | 2:48:12 | +3:20      |
| 3.   | Bernard Darniche                 | Marcel Callewaert | Alpine-Renault A110 1600   | 2:50:01 | +5:09      |
| 4.   | Raffaele Pinto                   | Piero Sodano      | Lancia Fulvia 1.6 Coupé HF | 2:51:26 | +6:34      |
| 5.   | Estanislao Reverter              | José Pavón        | Porsche 911 R              | 2:52:57 | +8:05      |
| 6.   | Gilbert Staepelaere              | André Aerts       | Ford Escort Twin Cam       | 2:53:00 | +8:08      |
| 7.   | Jean Ragnotti                    | Pierre Thimonier  | Opel Kadett Rallye         | 3:00:25 | +15:33     |
| 8.   | Krzysztof Komornicki             | Błażej Krupa      | Alpine-Renault A110 1300   | 3:01:46 | +16:54     |
| 9.   | Gerard van Dulken                | Ricardo Antolín   | Renault 8 Gordini          | 3:20:59 | +36:07     |
| 10.  | Juan Carlos Garcia de la Rasilla | «Javal»           | Renault 8 Gordini          | 3:24:12 | +39:20     |